# 齋藤麗王
齋藤 麗王（さいとう れお、1998年4月23日 - ）は、日本のプロボクサー。宮崎県日南市出身。帝拳ボクシングジム所属。現WBOアジアパシフィックスーパーフェザー級王者。

## 来歴
最初は空手をやっていたが、学生時代ボクシングで国体出場経験のある父親の影響で中学校からボクシングを始めた。日章学園高校で高校6冠を達成。
日章学園高校卒業後、東京農業大学に進学。なお東京農業大学時代、ボクシング部主将を務めた。

### アマチュア時代
2016年11月、ロシアのサンクトペテルブルクで行われた世界ユース選手権のライト級（60kg）に出場し、準々決勝で敗れた。

### プロ
2021年2月5日のプロテストで同門増田陸と共にB級合格。
2022年7月2日、後楽園ホールでのプロデビュー戦は初回KO勝ち。
その後3連勝後に2024年1月20日、後楽園ホールでのWHO'S NEXT DYNAMIC GLOVE on U-NEXTにて日本スーパーフェザー級11位の中井龍とスーパーフェザー級8回戦を行い、7回2分21秒TKO負けを喫してプロ初黒星。
2025年2月1日、後楽園ホールでの『WHO’S NEXT DYNAMIC GLOVE on U-NEXT Vol.29』にて日本スーパーフェザー級9位の保坂剛と60.0kg契約8回戦を行い、2度ダウンを喫しながら7回のラッシュが効果的にヒットして7回3分ちょうどのTKO勝ち
そして2025年7月31日、後楽園ホールでのフェニックスバトル140のメインイベントにてWBOアジアパシフィックスーパーフェザー級タイトルマッチとしてWBOアジアパシフィック同級王者渡邊海と対戦。初回2度のダウンを喫するも、2回から効果的にラッシュを決めて終了ゴング後の加撃で1点減点されるが、3回も手は止まらずレフェリーストップで3回2分2秒TKO勝ちを収め、WBOアジア王座獲得を果たした。

## 戦績
- アマチュア - 81戦70勝11敗
- プロ - 8戦7勝（7KO）1敗

| 戦           | 日付          | 勝敗 | 時間    | 内容 | 対戦相手                             | 国籍       | 備考                                              |
| ------------ | ------------- | ---- | ------- | ---- | ------------------------------------ | ---------- | ------------------------------------------------- |
| 1            | 2022年7月2日  | ☆    | 1R 1:07 | KO   | サマート・スプラッカーン             | タイ       | プロデビュー戦                                    |
| 2            | 2022年10月1日 | ☆    | 2R 2:36 | TKO  | ジュフェル・サリナ                   | フィリピン |                                                   |
| 3            | 2023年4月1日  | ☆    | 2R 2:36 | KO   | デチャデイン・ソーンシリスファティン | タイ       |                                                   |
| 4            | 2023年9月2日  | ☆    | 8R 1:37 | TKO  | 李鎮宇（角海老宝石）                 | 日本       |                                                   |
| 5            | 2024年1月20日 | ★    | 7R 2:21 | TKO  | 中井龍（角海老宝石）                 | 日本       |                                                   |
| 6            | 2024年8月16日 | ☆    | 2R 0:57 | KO   | ジョン・ローレンス・オルドニオ       | フィリピン |                                                   |
| 7            | 2025年2月1日  | ☆    | 7R 3:00 | TKO  | 保坂剛(三迫)                         | 日本       |                                                   |
| 8            | 2025年7月31日 | ☆    | 3R 2:02 | TKO  | 渡邊海(ライオンズ)                   | 日本       | WBOアジアパシフィックスーパーフェザー級王座決定戦 |
| テンプレート |               |      |         |      |                                      |            |                                                   |

## 獲得タイトル
アマチュア
- 第25回全国高等学校ボクシング選抜大会ライト級優勝
- 第26回全国高等学校ボクシング選抜大会ライト級優勝
- 平成27年度全国高等学校総合体育大会ライト級優勝
- 第70回国民体育大会国体少年の部ライト級優勝
- 平成27年度全国高等学校総合体育大会ライト級優勝
- 第71回国民体育大会国体少年の部ライト級優勝
- 2017年度台北市カップ国際ボクシングトーナメントライト級優勝

プロ
- WBOアジアパシフィックスーパーフェザー級王座（防衛0）